# العلاقات الأمريكية البوتسوانية
العلاقات الأمريكية البوتسوانية هي العلاقات الثنائية التي تجمع بين الولايات المتحدة وبوتسوانا.

## مقارنة بين البلدين
هذه مقارنة عامة ومرجعية للدولتين:
| وجه المقارنة                                              | الولايات المتحدة                                                                                                  | بوتسوانا                       |
| --------------------------------------------------------- | --- | ------------------------------ |
| المساحة (كم2)                                             | 9.83 مليون | 581.74 ألف                     |
| عدد السكان (نسمة)                                         | 311.58 مليون | 2.29 مليون                     |
| الكثافة السكانية (ن./كم²)                                 | 31.7 | 3.94                           |
| العاصمة                                                   | واشنطن العاصمة | غابورون                        |
| اللغة الرسمية                                             | لغة إنجليزية | لغة إنجليزية                   |
| العملة                                                    | دولار أمريكي | بولا بوتسواني                  |
| الناتج المحلي الإجمالي (بليون دولار)                      | 19.39 تريليون | 17.41 مليار                    |
| الناتج المحلي الإجمالي (تعادل القوة الشرائية) بليون دولار | 18.04 تريليون | 35.84 مليار                    |
| الناتج المحلي الإجمالي الاسمي للفرد دولار أمريكي          | 56.12 ألف | 6.36 ألف                       |
| الناتج المحلي الإجمالي للفرد دولار أمريكي                 | 54.63 ألف | 16.10 ألف                      |
| مؤشر التنمية البشرية                                      | 0.920 | 0.698                          |
| رمز المكالمات الدولي                                      | +1 | +267                           |
| رمز الإنترنت                                              | .us، حكومة، .mil، Edu.                                                                                            | .bw                            |
| المنطقة الزمنية                                           | توقيت ساموا الأمريكية، توقيت أطلنطي موحد، منطقة زمنية وسطى، توقيت ألاسكا ‏، المنطقة الزمنية الجبلية، توقيت تشامرو ‏ | ت ع م+02:00، توقيت وسط إفريقيا |

## مدن متوأمة
في ما يلي قائمة باتفاقيات التوأمة بين مدن أمريكية وبوتسوانية:
- ترتبط بربانك مع غابورون باتفاقية توأمة.

## منظمات دولية مشتركة
يشترك البلدان في عضوية مجموعة من المنظمات الدولية، منها:
| علم المنظمة | اسم المنظمة                               | تاريخ انضمام الولايات المتحدة | تاريخ انضمام بوتسوانا |
| ----------- | ----------------------------------------- | ----------------------------- | --------------------- |
|             | وكالة ضمان الاستثمار متعدد الأطراف        | 12 أبريل 1988                 | 15 مايو 1990          |
|             | الاتحاد الدولي للاتصالات                  | 1 يوليو 1908                  | 2 أبريل 1968          |
|             | يونسكو                                    | 4 نوفمبر 1946                 | 16 يناير 1980         |
|             | البنك الإفريقي للتنمية                    | ?                             | ?                     |
|             | الأمم المتحدة                             | 24 أكتوبر 1945                | 17 أكتوبر 1966        |
|             | المركز الدولي لتسوية المنازعات الاستشارية | 14 أكتوبر 1966                | 14 فبراير 1970        |
|             | البنك الدولي للإنشاء والتعمير             | 27 ديسمبر 1945                | 24 يوليو 1968         |
|             | مؤسسة التمويل الدولية                     | 20 يوليو 1956                 | 23 مارس 1979          |
|             | منظمة الشرطة الجنائية الدولية             | ?                             | ?                     |
|             | مؤسسة التنمية الدولية                     | 24 سبتمبر 1960                | 24 يوليو 1968         |
|             | الاتحاد البريدي العالمي                   | ?                             | ?                     |
|             | منظمة حظر الأسلحة الكيميائية              | ?                             | ?                     |
|             | منظمة التجارة العالمية                    | ?                             | ?                     |

## وصلات خارجية
- تاريخ العلاقات الأمريكية البوتسوانية (بالإنجليزية)
- موقع وزارة الخارجية الأمريكية
- موقع وزارة الخارجية البوتسوانية